# Lucien Basch
Lucien Basch (Amberes, 5 de febrero de 1930 - Bruselas, 25 de enero de 2018) fue un historiador de la navegación en la Antigüedad y jurista belga. Alcanzó el puesto de Primer abogado general en el Tribunal de apelaciones de Bruselas.
Fue de formación autodidacta como su colega y amiga Honor Frost, y se interesó por el mundo marítimo por influencia de su tío Rogerd Gillard, oficial de la marina francesa.
Fue autor de la obra enciclopédica Le musée imaginaire de la marine antique (1987), con 1136 imágenes, de la que se ha afirmado que «esta monumental “Historia náutica de la Antigüedad” basada en la iconografía antigua sigue siendo una obra esencial de la que no se podría prescindir o superar hoy día».
Se especializó en fuentes iconográficas, fuentes escritas antiguas y graffitis de barcos, especialmente del Mediterráneo antiguo. Fue autor de más de 100 artículos publicados en las principales revistas científicas de su campo.
Su hija Sophie Basch es profesora de literatura francesa en la Universidad de la Sorbona.

## Obras principales
- Basch, Lucien (1987). Le musée imaginaire de la marine antique (en francés). Atenas: Institut hellénique pour la préservation de la tradition nautique. p. 525.
- Basch, Lucien; Raffineur, Robert, eds. (1991). Thalassa, l'Egée prehistorique et la mer: actes de la troisième Rencontre égéenne internationale de l'Université de Liège, Station de recherches sous-marines et océanographiques (StaReSO), Calvi, Corse (23-25 avril 1990) (en francés). Lieja.